# Oregon Trail
Designa-se Oregon Trail (em português poder-se-ia designar Itinerário do Oregon, Rota do Oregon ou Trilho do Oregon) o itinerário histórico com cerca de 3200 km de comprimento que segue a direção leste-oeste que liga o rio Missouri aos vales do Oregon e locais intermédios. O Oregon Trail é um dos três Emigrant Trails em conjunto com o California Trail e o Mormon Trail, usados em meados do século XIX pelos que buscavam terras a oeste das Planícies Interiores e das Montanhas Rochosas. A parte oriental do itinerário percorria parte do futuro estado do Kansas e quase todo o território do que são hoje os estados do Nebraska e Wyoming. A parte ocidental cobria grande parte dos futuros estados do Idaho e Oregon.
O Oregon Trail tem origem nas rotas descobertas por caçadores e comerciantes de peles no período de 1811 a 1840, e era apenas atravessável a pé ou a cavalo. Por volta de 1836, um primeiro grupo de carroças de imigrantes foi organizado em Independence e chegou a Fort Hall. Os trilhos seguidos pelas carroças foram progressivamente estabelecidos para oeste, chegando até ao Vale do Willamette no Oregon. Assim, o que ficou designado como Oregon Trail ficou completo. Ao longo dos tempos as estradas foram tendo melhoramentos, foram estabelecidos meios de navegação ou pontes para a travessia de rios,  o que tornava a viagem mais rápida e mais segura a cada ano que passava. A partir de vários pontos de partida nos estados de Missouri, Iowa ou no Território do Nebraska, as rotas convergiam ao longo do troço inferior do rio Platte perto de Fort Kearny, no Território do Nebraska, conduzindo às ricas terras a oeste das Montanhas Rochosas.
A partir de meados da década de 1830 e em particular no período 1846–1869, o Oregon Trail e várias ramificações foram usadas por cerca de 400 000 pessoas, incluindo colonizadores, rancheiros, agricultores, mineiros, homens de negócios e suas famílias. A parte oriental era também usada por viajantes que seguiam o California Trail (a partir de 1843), o Bozeman Trail (a partir de 1863), e o Mormon Trail (a partir de 1847), que usavam muitos dos trilhos orientais antes de seguirem percursos separados. O uso do Oregon Trail decaiu quando a Primeira Ferrovia Transcontinental ficou terminada em 1869, tornando a viagem para oeste muito mais rápida, barata e segura. Hoje, autoestradas modernas como a  Interstate 80 seguem o mesmo percurso e passam pelas localidades fundadas para servir o Oregon Trail.

## História

### Expedição de Lewis e Clark
Em 20 de junho de 1803 o Presidente dos Estados Unidos Thomas Jefferson deu ordens a Meriwether Lewis para fazer uma missão com o "intuito de explorar o rio Missouri, e o seu principal curso de água, para que, pelo seu curso e comunicação com as águas do oceano Pacífico, quer pelo Colúmbia, Oregon, Colorado e/ou outro rio possa oferecer a comunicação mais direta e praticável para atravessar o continente, para fins de comércio." Embora Lewis e William Clark tenham encontrado um caminho para o oceano Pacífico, só em 1859 é que uma rota direta e praticável, a Mullan Road, passou a ligar o rio Missouri ao rio Colúmbia.

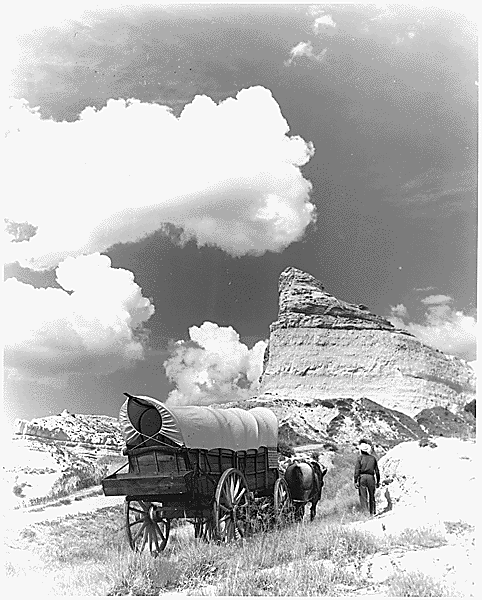
Recriação histórica do Oregon Trail no condado de Scotts Bluff, no Nebraska.

A primeira rota terrestre através do que forma hoje o território dos Estados Unidos foi parcialmente mapeada pela expedição de Lewis e Clark entre 1804 e 1806. Lewis e Clark supunham a princípio que tinham encontrado uma rota prática para a costa oeste. Porém, os dois passos de montanha que encontraram nas Montanhas Rochosas, o Passo Lemhi e o Passo Lolo, afiguraram-se muito difíceis para a passagem de carroças e exigiam um grande esforço dos viajantes. A viagem de regresso em 1806 foi feita pelo rio Colúmbia até ao rio Snake e depois pelo rio Clearwater e sobre o passo Lolo uma segunda vez. Depois seguiram por terra até ao rio Blackfoot e cruzaram a Divisória Continental da América do Norte no Passo Lewis e Clark, no Montana  e daí até às cabeceiras do rio Missouri. Esta rota era mais curta e rápida do que a que seguiram para oeste mas tinha a desvantagem de ser muito dura para carroças e era controlada pelos índios Blackfoot. Embora Lewis e Clark só tenham viajado numa pequena porção das bacias do rio Missouri e do rio Colúmbia, estes dois rios foram considerados como os principais efluentes das Montanhas Rochosas, e a expedição confirmou que não havia nenhuma rota "fácil" pela parte setentrional das Montanhas Rochosas como esperava o presidente Jefferson. Mesmo assim, esta expedição célebre conseguiu mapear as secções ocidental e oriental dos vales do rio Platte e do rio Snake que acabaram por conduzir ao Oregon Trail e a outras rotas de imigração. Apenas não conseguiram localizar o South Pass, ponto fulcral do percurso, nem os vales interligados que foram usados depois, vários dos quais descobertos pela Expedição Astor.

### Expedição Astor
Em 1810, o empresário e negociante de peles John Jacob Astor, da American Fur Company, à época um dos homens mais ricos dos Estados Unidos, delineou e financiou uma expedição (que ficou conhecida como Expedição Astor), comandada por Wilson Price Hunt, para tentar encontrar uma rota de ligação e abastecimento por terra entre os  territórios de caça e os postos de comércio de peles. Temendo o ataque dos índios Blackfoot, a expedição seguiu a sul da rota tomada pela expedição de Lewis e Clark no que é hoje o estado de Wyoming, tendo no trajeto passado pelo Union Pass e por Jackson Hole. Daí passou pela cordilheira Teton através do Teton Pass e desceu o rio Snake no Idaho. Abandonando os cavalos no rio Snake, fizeram canoas e tentaram usar o rio como meio de transporte. Após alguns dias de viagem descobriram desfiladeiros íngremes, cataratas e rápidos inultrapassáveis que tornaram a viagem por rio impossível. Demasiado longe dos seus cavalos para os recuperar, tiveram de esconder a maior parte dos seus bens e andar a pé o resto do caminho até ao rio Colúmbia, onde fizeram outras canoas e viajaram até ao recém-fundado Fort Astoria. A expedição demonstrou que a maior parte da rota ao longo do vale do rio Snake até ao rio Colúmbia se poderia fazer em caravana e, com alguns melhoramentos ocasionais, até em carroças.
No início de 1811 o navio de abastecimento Tonquin deixou carga e homens para fundar Fort Astoria (Oregon) na foz do rio Colúmbia e Fort Okanogan (Washington) na confluência dos rios Okanogan e Colúmbia. O navio Tonquin subiu a costa até ao Puget Sound para uma expedição comercial. Aí foi atacado pelos índios antes de alguém o ter feito explodir, matando toda a tripulação e alguns índios. O parceiro da American Fur Company, Robert Stuart, liderou um pequeno grupo de homens de volta para o leste para informar Astor do sucedido. O grupo planeou retomar o caminho seguido pela expedição no sentido inverso, seguindo os rios Colúmbia e Snake.
O receio de ataques de índios perto do Union Pass no Wyoming forçou o grupo a seguir uma rota mais para sul, onde afortunadamente descobriu o South Pass, um passo de montanha largo e de fácil passagem da Divisória Continental. O grupo continuou para leste seguindo o rio Sweetwater, o rio North Platte (onde passou o inverno de 1812–1813) e o rio Platte até ao rio Missouri, chegando por fim a St. Louis na primavera de 1813. A rota que usaram parecia apta para viagens com carroças, apenas precisando de melhorias ocasionais, e os diários de Stuart fornecem um registo pormenorizado da maior parte do caminho. Porém, a Guerra de 1812 e a falta de postos comerciais dos Estados Unidos no Oregon Country levaram a que a rota não fosse usada durante mais de 10 anos. Porém, Astor não ficou afetado pela não exploração da rota, pois com os seus contactos em Washington, DC, continuou a fazer comércio com pelas do Canadá, comerciando em Nova Iorque e trazendo-lhe grandes rendimentos.

### A Companhia do Noroeste e a Companhia da Baía de Hudson
Em agosto de 1811, três meses após a fundação de Fort Astor, David Thompson e a sua equipa de exploradores da British North West Company fizeram o percurso de descida do Colúmbia até Fort Astoria. Tinham acabado de completar uma heroica viagem por grande parte do Canadá ocidental e da bacia do rio Colúmbia. O seu intuito era cartografar a região para estudar possíveis locais para postos de comércio. Ao longo do caminho acamparam na confluência dos rios Colúmbia e Snake e afixaram um sinal a reclamar as terras para a Grã-Bretanha afirmando a intenção da Companhia do Noroeste de construir um forte no local (Fort Nez Perces estabelecer-se-ia depois no local). Astor, pressionado pelo potencial arresto por parte da Marinha Britânica dos seus fortes e mantimentos durante a Guerra de 1812, vendeu nesse ano à Companhia do Noroeste os seus fortes, mantimentos e peles dos rios Colúmbia e Snake. A Companhia do Noroeste começou a fundar mais forte e postos de comércio por sua conta.
Em 1821, quando rebentou um conflito armado entre as rivais Companhia da Baía de Hudson e a Companhia do Noroeste, esta última viu-se forçada pelo governo britânico a fundir-se com a primeira. A Companhia da Baía de Hudson tinha praticamente o monopólio do comércio e de alguns assuntos de governação do Distrito de Colúmbia, ou Oregon Country como era conhecido pelos norte-americanos, e também na Terra de Rupert (o Canadá ocidental). Nesse ano o Parlamento Britânico aprovou um estatuto que fazia vigorar as leis do Canadá Superior na região e dando à Companhia da Baía de Hudson poder para fazer cumprir essas leis.

### O "Grande Deserto Americano"

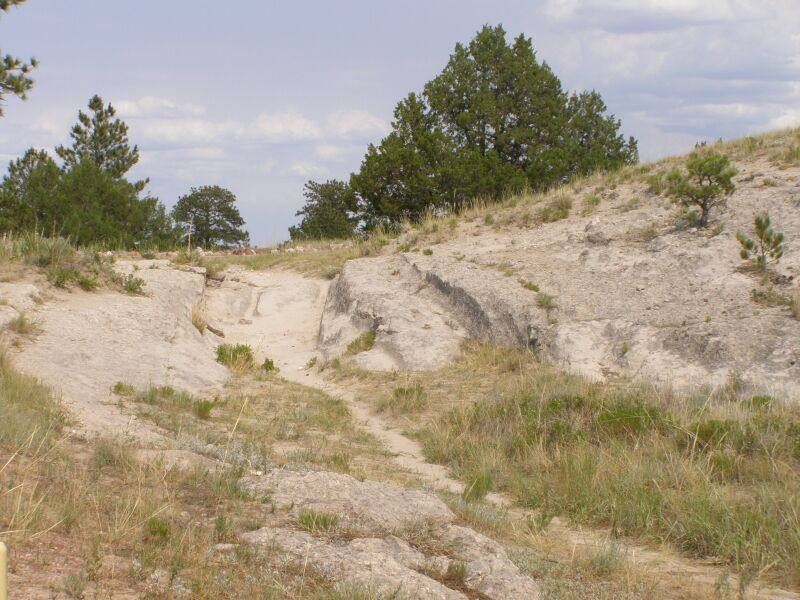
Oregon Trail Ruts - sulcos perto de Guernsey.

Relatos das expedições de 1806 feitos pelo tenente Zebulon Pike e de 1819 pelo major Stephen Long descrevem as Grandes Planícies como "inadequadas para habitação humana" e como "Grande Deserto Americano". Estas descrições eram sobretudo baseadas na falta de madeira e de água à superfície. As imagens de terras arenosas em conjunto com o termo "deserto" eram adicionadas os muitos relatos de manadas de milhões de bisontes-da-planície, que de algum modo conseguiam viver nesse "deserto" Na década de 1840 as Grandes Planícies nada tinham de atrativo para a colonização e era até proibida a fixação de colonos até 1846, sendo reservada a assentamentos dos ameríndios. A terra mais próxima para colonização e fixação era o Oregon, livre e fértil, com bom e saudável clima - a febre amarela e a malária grassavam então nas bacias do Missouri e Mississippi -, vastas florestas, grandes rios, portos em potencial e apenas alguns colonizadores britânicos.

### Comerciantes de peles, caçadores e exploradores
Os caçadores, muitas vezes contratados pelos comerciantes de peles, seguiram todos os cursos de água possíveis à procura de castores entre os anos de 1812 e 1840. Entre eles estavam Manuel Lisa, Robert Stuart, William Henry Ashley, Jedediah Smith, William Sublette, Andrew Henry, Thomas Fitzpatrick , Kit Carson, Jim Bridger, Peter Skene Ogden, David Thompson, James Douglas, Donald Mackenzie, Alexander Ross, James Sinclair e outros "mountain men". Além de descobrirem e nomearem muitos rios e montanhas no chamado "Intermountain West" e costa do Pacífico (Pacific Northwest) mantinham diários das suas viagens e faziam de guias e consultores quando a rota do Oregon começou a ficar aberta ao trânsito geral. O negócio do comércio de peles acabaria por baixar a um nível residual quando o trânsito pela Oregon Trail se iniciou por volta de 1840.

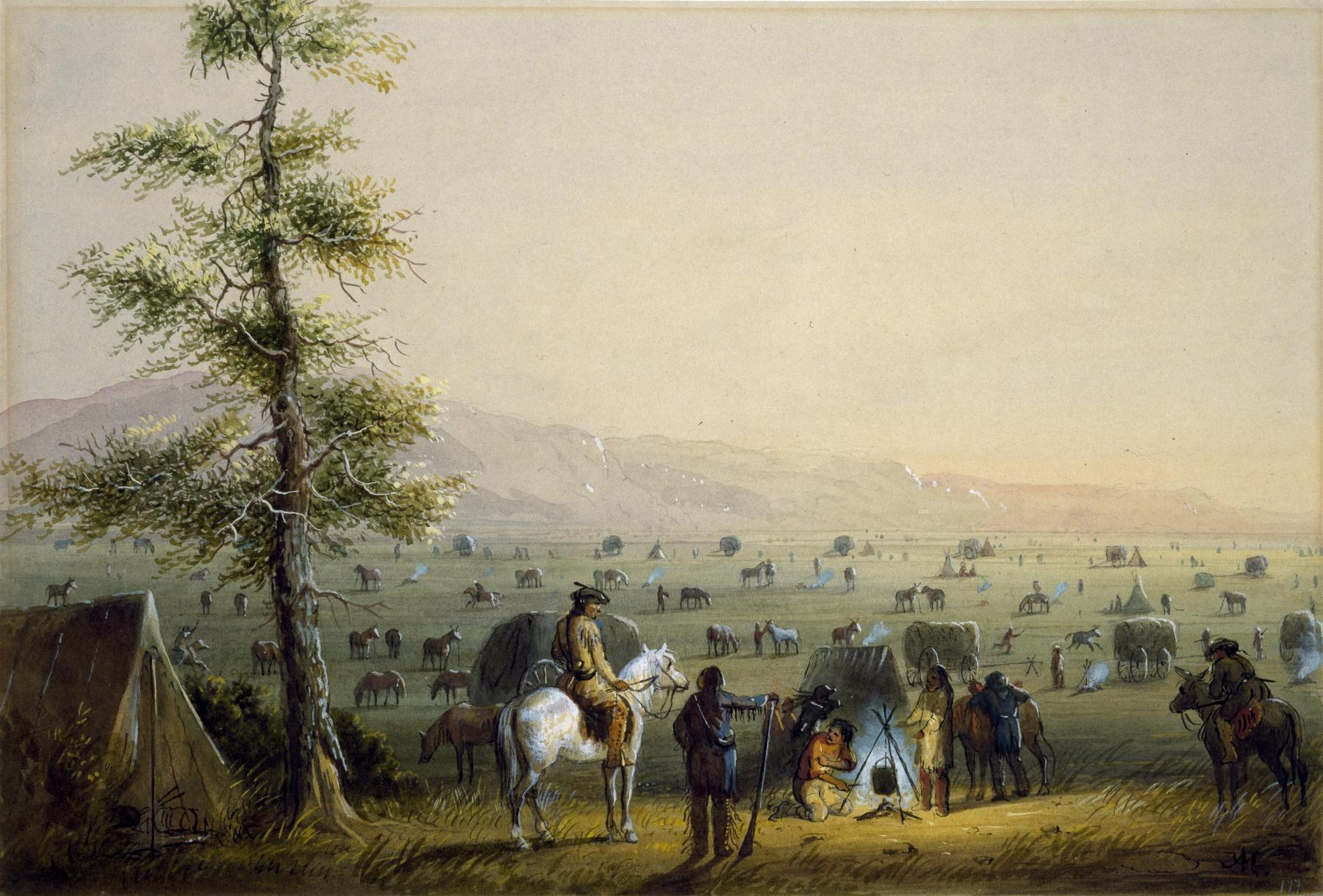
Our Camp, por Alfred Jacob Miller

No outono de 1823, Jedediah Smith e Thomas Fitzpatrick conduziram o seu grupo de caça para terras a sul do rio Yellowstone até ao rio Sweetwater, em busca de um lugar seguro para passar o inverno. Smith pensou que como o rio Sweetwater corria para leste, iria dar ao rio Missouri. Tentando transportar a sua grande coleção de peles rio abaixo pelo Sweetwater e North Platte, descobririam, após um quase fatal acidente com as canoas, que os rios eram demasiado perigosos para atravessar. Em 4 de julho de 1824 esconderam as peles debaixo de uma grande rocha a que chamaram Independence Rock e iniciaram uma longa caminhada a pé ao longo do rio Missouri. Ao chegarem a uma área habitada compraram a crédito cavalos de carga e regressaram para buscar as peles. Acabariam por redescobriram a rota que Robert Stuart seguira em 1813, onze anos antes. Thomas Fitzpatrick foi muitas vezes contratado como guia quando o comércio de peles diminuiu em 1840. Jedediah Smith acabaria por ser morto por ameríndios em 1831.

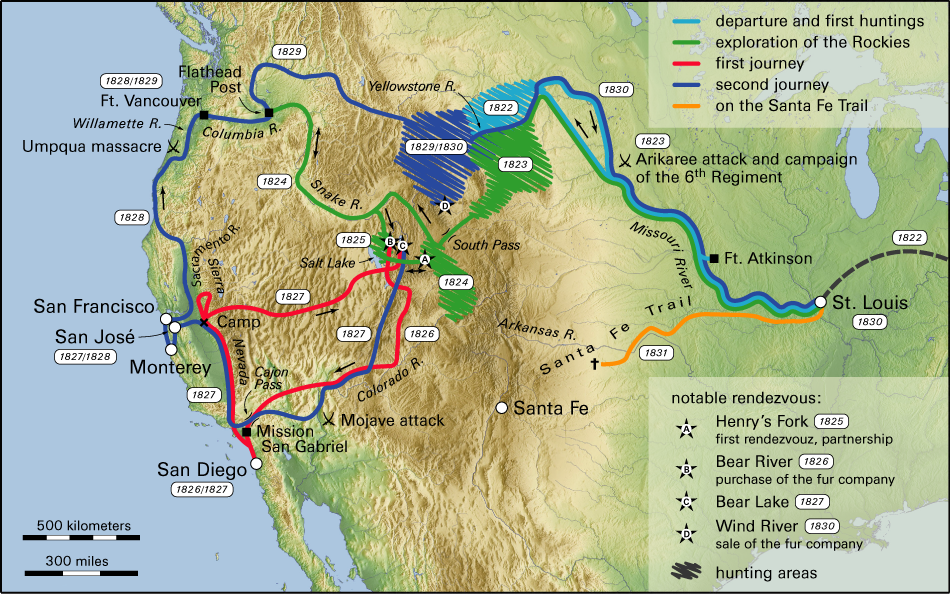
A exploração do Oeste por Jedediah Smith.

Cerca de 3000 "Mountain men", que eram caçadores e exploradores, contratados por várias empresas de comércio de peles ou de iniciativa individual, percorreram as Montanhas Rochosas entre 1810 e o início da década de 1840. Habitualmente viajavam em pequenos grupos para apoio e proteção mútuos. A colocação de armadilhas para caça era feita no outono, quando a pele dos animais se tornava procurada. Os montanheiros apanhavam sobretudo castores e vendiam as peles. Uma boa pele de castor chegava a custar 4 dólares numa altura em que o salário de um homem era pago a 1 dólar por dia. Alguns estavam interessados em explorar o Oeste. Em 1825, o primeiro dos chamados Rocky Mountain Rendezvous deu-se em Henry's Fork no rio Green. Os bens a transacionar eram trazidos por grandes grupos em caravanas com origem no rio Missouri. Estas caravanas eram usadas para transportar grandes quantidades de peles, seguindo normalmente pela margem norte do rio Platte, a mesma rota usada 20 anos depois pelo Mormon Trail. Nos quinze anos seguintes os "rendezvous" foram eventos anuais em locais diversos, habitualmente perto do rio Green, no que é hoje o estado do Wyoming. Cada "rendezvous" ocorria no período de defeso estival e permitia aos comerciantes de peles comprar ou trocar peles com os caçadores e ameríndios sem ter a despesa de construir nem manter uma fortificação ou permanecer no inverno nas frias montanhas. Resumia-se a apenas poucas semanas de um "rendezvous" todo um ano inteiro de trabalho, com comércio e festividades com os caçadores a recolher mantimentos e equipamento para o inverno. Jim Beckwourth descreve: "Alegria, música, dança, tiro, comércio, corridas, saltos, canções, histórias, piadas, e todo o tipo de extravagâncias que os homens brancos ou os índios podem inventar." Em 1830, William Sublette trouxe os primeiros vagões com os seus bens comerciáveis pelo rio Platte, pelo North Platte, e pelo Sweetwater acima, antes de cruzar o South Pass para um "rendezvous" no rio Green perto da futura localidade de Big Piney, no Wyoming. Ele tinha uma equipa que descobriu desfiladeiros e travessias de rios e limpava mato quando necessário. Isto fez com que que a parte oriental da maior parte do Oregon Trail fosse transitável por vagões. Em finais da década de 1830 a Companhia da Baía de Hudson instituiu uma política que visava destruir ou enfraquecer as empresas de comércio de peles americanas. A recolha e reabastecimento anuais desta empresa em expedições pelo rio Snake foi transformada numa empresa comercial.  A partir de 1834 essas expedições visitavam os "rendezvous" americanos para fazer dumping, ou seja, vender abaixo de custo, assim prejudicando os comerciantes americanos. Por volta de 1840, a moda na Europa e Grã-Bretanha que favorecia o uso de chapéus de feltro de castor passou, e os preços das peles diminuíram rapidamente, pelo que a caça na América quase terminou.

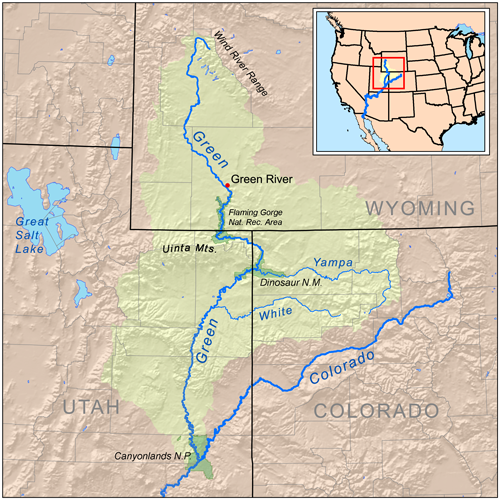
Mapa da bacia do rio Green.

Os comerciantes de peles experimentaram usar o rio Platte, a principal rota da parte oriental do Oregon Trail, para transporte, mas cedo desistiram pois os numerosos rápidos e ilhas, e as águas lamacentas e pouco profundas tornavam impraticável a via fluvial: o Platte não era navegável. Os vales do Platte e do North Platte eram, todavia, rotas acessíveis para carros de tração animal, com uma planície favorável.
Houve vários exploradores patrocinados pelos governos dos Estados Unidos que exploraram parte do Oregon Trail e escreveram abundantemente sobre as suas viagens. O capitão Benjamin Bonneville, na sua expedição de 1832 a 1834, explorou muito do Oregon Trail e trouxe carros pelas rotas dos rios Platte, North Platte e Sweetwater através do South Pass para o rio Green no Wyoming. Explorou grande parte do Idaho e do Oregon Trail no rio Colúmbia. Relatos das suas viagens foram publicados por Washington Irving em 1838.). John C. Frémont, do Corpo de Engenheiros Topógrafos dos Estados Unidos e o seu guia Kit Carson conduziram três expedições entre 1842 e 1846 em partes da Califórnia e do Oregon. As suas explorações foram escritas por John Frémont e pela sua mulher Jessie Benton Frémont, e foram amplamente divulgadas. O primeiro mapa "decente" da Califórnia e Oregon foi desenhado por Frémont e pelo seu grupo de topógrafos e cartógrafos por volta de 1848.

### Missionários
Em 1834, A Missão Metodista "The Dalles" foi fundada pelo reverendo Jason Lee a leste do monte Hood, junto do rio Colúmbia. Em 1836, Henry H. Spalding e Marcus Whitman viajaram para oeste para fundar a Missão Whitman perto do que é hoje Walla Walla, no estado de Washington. O grupo incluía as mulheres de ambos, Narcissa Whitman e Eliza Hart Spalding, que foram as primeiras mulheres euro-americanas a atravessar as Montanhas Rochosas. No caminho, o grupo acompanhou negociantes de peles que iam para o "rendezvous" de 1836 no rio Green no Wyoming, e juntou-se depois a um grupo da Companhia da Baía de Hudson que viajava para oeste, para Fort Nez Percés (também chamado Fort Walla Walla). O grupo foi o primeiro a viajar em carroças até Fort Hall no Idaho, tendo estas sido abandonadas a pedido dos guias. Passaram então a usar animais de carga no resto da viagem até Fort Walla Walla e daí foram por barco até Fort Vancouver, para obter mantimentos, antes de iniciarem as suas missões. Outros missionários, sobretudo casais em caravanas, fundaram missões no Vale do Willamette, bem como em vários locais nos futuros estados de Washington, Oregon e Idaho.

### Primeiros imigrantes
Em 1 de maio de 1839 um grupo de 18 homens de Peoria, no Illinois, partiu com intenção de colonizar o Oregon em nome dos Estados Unidos da América e expulsar a Companhia da Baía de Hudson. O grupo designado "Peoria Party" está entre os primeiros pioneiros a seguir o Oregon Trail. Os homens eram inicialmente liderados por Thomas J. Farnham e chamavam-se a si mesmos "Oregon Dragoons". Levavam uma grande bandeira com o lema "Oregon Or The Grave" ("Oregon ou a Sepultura"). Embora o grupo se tenha dividido perto do Bent's Fort no rio South Platte e Farnham tenha deposto da liderança, nove dos membros conseguiram chegar ao Oregon.
Em setembro de 1840 Robert Newell, Joseph L. Meek, e as suas famílias chegaram a Fort Walla Walla com três carroças que partiram de Fort Hall. Foram as primeiras a chegar ao rio Colúmbia por terra, e abriram o trecho final do Oregon Trail ao trânsito de carroças.
Em 1841 o grupo Bartleson-Bidwell (Bartleson-Bidwell Party) foi o primeiro grupo imigrante que se supõe ter usado o Oregon Trail para emigrar para oeste, em busca da Califórnia, mas a meio caminho metade das pessoas deixou o grupo original em Soda Springs, no Idaho, e continuou para o vale do Willamette no Oregon, ficando as carroças em Fort Hall.
Em 16 de maio de 1842, um segundo comboio organizado de carroças partiu de Elm Grove, no Missouri, com mais de 100 pioneiros. O grupo era liderado por Elijah White, e separou-se após passar Fort Hall, com a maior parte dos homens solteiros a seguir à frente e o grupo das famílias seguindo-os mais tarde.

### Grande Migração de 1843
No que ficou conhecido como "Grande Migração de 1843" ou "Comboio de Caravanas de 1843", cerca de 700 a 1000 pessoas partiram para o Oregon. Inicialmente o grupo era liderado por John Gantt, um antigo capitão do Exército dos Estados Unidos, e negociante de peles, que foi contratado para guiar o grupo até Fort Hall por 1 dólar por pessoa. No inverno anterior, Marcus Whitman tinha feito uma terrível viagem em pleno inverno do Oregon até St. Louis, para recorrer da decisão dos patrocinadores da Missão de abandonar várias das missões no Oregon. Whitman juntou-se à caravana no rio Platte para a viagem de regresso. Quando em Fort Hall os pioneiros eram informados por agentes da Companhia da Baía de Hudson que deveriam abandonar as carroças e usar apenas cargas em animais no resto do caminho, Whitman discordou e voluntariou-se para liderar o percurso até ao Oregon. Ele supunha que as carroças passariam no percurso e que seria possível fazer as necessárias melhorias no caminho, e que o maior obstáculo seriam as Montanhas Azuis (Blue Mountains) do Oregon, onde teriam de desbravar caminho por floresta densa. As carroças pararam em The Dalles, no Oregon, por falta de caminho em redor do monte Hood. Os veículos tinham de ser desmontados e colocados em barcas para descer o traiçoeiro rio Columbia, e os animais tinham de passar em manada pelo difícil ) para chegar ao monte Hood. Quase todos os colonos das viagens de 1843 chegaram pelo vale do rio Willamette no início de outubro. Existia então uma passagem entre o rio Missouri e The Dalles. Em 1846, a Barlow Road ficou completa em torno do monte Hood, permitindo uma passagem difícil mas que podia ser percorrida pelas carroças entre o rio Missouri e o vale do rio Willamette, num total de 3200 km.

### Oregon Country
Em 1843, colonos do Vale do Willamette elaboraram as Leis Orgânicas do Oregon, que organizavam as pretensões à posse de terras no Oregon Country. Aos casados era garantido sem custo (exceto o requisito para trabalhar e melhorar a terra) até 640 acres (2,6 km2, uma milha quadrada), e aos solteiros 320 acres (1,3 km2, meia milha quadrada). Como o grupo estava em situação de auto-governo provisório numa região sem autoridade, estas pretensões não eram válidas à luz da lei dos Estados Unidos nem da lei britânica, mas foram respeitadas pelo governo americano no Donation Land Claim Act de 1850, emitido pelo Congresso dos Estados Unidos. Este documento garantiu aos colonos casados 320 acres e aos solteiros 160 acres. Com o fim da validade do Land Claim Act em 1854, as terras deixaram de ser livres e passaram a custar 1,25 dólares por acre (3,09 dólares por hectare) com o limite de 320 acres.

### Emigração dos Mórmones
Na sequência da perseguição e ações populares contra os mórmones no Missouri, Illinois e outros estados, que incluíram o assassinato do seu fundador Joseph Smith em 1844, o líder dos mórmones, Brigham Young, foi escolhido pelos líderes da Igreja de Jesus Cristo dos Santos dos Últimos Dias (LDS) para conduzir os membros do culto para oeste. Escolheu levá-los para o vale de Salt Lake, hoje no estado do Utah. Em 1847 Young conduziu um pequeno e rápido grupo de homens e mulheres, especialmente escolhido nos acampamentos de Winter Quarters, perto de Omaha, Nebraska, e dos cerca de 50 alojamentos temporários junto do rio Missouri no Iowa, incluindo Council Bluffs. Cerca de 2200 pioneiros da LDS seguiram caminho nesse primeiro ano, vindos do Mississippi, Colorado, Califórnia e outros estados. Os pioneiros iniciais estabeleceram quintas, cultivaram campos, construíram vedações, e fundaram comunidades para alimentar e apoiar os muitos milhares de imigrantes esperados nos anos seguintes. Depois de navegar pelo rio Missouri e estabelecer rotas de carroças perto do que se tornaria Omaha, os mórmones seguiram a margem norte do rio Platte no Nebraska até Fort Laramie, hoje no Wyoming. Começaram em 1848 com grupos de vários milhares de imigrantes, que eram rapidamente divididos em grupos mais pequenos para melhor alojamento e distribuição pelas limitadas fontes de água e locais de acampamento ao longo do caminho. Organizado de modo a deixar completamente as suas casas, quintas e cidades anteriores nos estados de Illinois, Missouri e Iowa, este grupo consistia em famílias inteiras e ninguém ficava para trás. A muito maior presença de mulheres e crianças significava que estas rotas de carroças não implicavam grandes trajetos num só dia, como os imigrantes que se dirigiam ao Oregon ou Califórnia faziam, e tipicamente demoravam cerca de 100 dias para cobrir os 1600 km do percurso até Salt Lake City (os imigrantes que iam para o Oregon ou Califórnia demoravam em média um dia para fazer mais de 22 km). Ao longo do Wyoming, os imigrantes mórmones seguiam o ramo principal do Oregon Trail e California Trail até Fort Bridger, onde se separavam desta rota para seguir a rota descoberta pela Donner Party de 1846 pelo Utah e vale de Salt Lake.
Entre 1847 e 1860, cerca de 43 000 colonizadores mórmones e dezenas de milhares de viajantes do California Trail e Oregon Trail seguiram o caminho de Young até ao Utah. Depois de 1848, os viajantes seguiam até à Califórnia ou Oregon reabastecendo-se no vale de Salt Lake, e depois passavam pelo chamado Salt Lake Cutoff, retomando a rota perto do que hoje é a fronteira entre Idaho e Utah na chamada City of Rocks, no Idaho.
A partir de 1855, muitos dos viajantes mórmones mais pobres fizeram o caminho com carrinhos puxados à mão e poucas carroças puxadas por animais. Conduzidos por guias experientes, estes carrinhos eram puxados ou empurrados por duas a quatro pessoas, e eram tão rápidos como carroças puxadas por bois, o que permitia levar de 35 km a 45 kg de bens e ainda comida, roupa e tendas para o Utah. A acompanhar havia carroças com mais mantimentos. À chegada ao Utah, os carrinhos serviam para outras atividades. Cerca de 3000 dos 60 000 pioneiros mórmones trouxeram os seus bens desta maneira.
Ao longo do Mormon Trail, os pioneiros mórmones fizeram melhorias que mais tarde ajudariam os viajantes e lhes deram um muito necessário rendimento. Por exemplo, estabeleceram serviços de transporte fluvial entre margens no rio North Platte perto do futuro local chamado Fort Caspar no Wyoming, que operaram entre 1848 e 1852 e em Green River perto de Fort Bridger, em serviço entre 1847 e 1856. Estes "ferries" eram gratuitos para os mórmones e pagos (de 3 a 8 dólares) pelos restantes viajantes.

### Declínio
O primeiro caminho-de-ferro transcontinental ficou completado em 1869, e era mais rápido, seguro e barato para viajar do que a rota anterior: a viagem durava sete dias e custava cerca de 65 dólares. Alguns emigrantes continuaram a usar o Oregon Trail até à década de 1890, e as modernas estradas e linhas ferroviárias são paralelas, em grande extensão, a secções do Oregon Trail, incluindo a U.S. Highway 26, a Interstate 84 no Oregon e Idaho e a Interstate 80 no Nebraska. O interesse atual no percurso levou os estados e o governo federal dos Estados Unidos a preservar as marcas e memórias, incluindo os sulcos deixados pelas carroças, os edifícios que apoiaram a migração, e os registos deixados pelos emigrantes, como graffitis e gravações em pedra com os seus nomes. Ao longo dos séculos XX e XXI tem havido uma série de recriações históricas da migração onde os participantes vestem roupa como se usava na época e viajam em carroça, para efeitos pedagógicos e culturais.

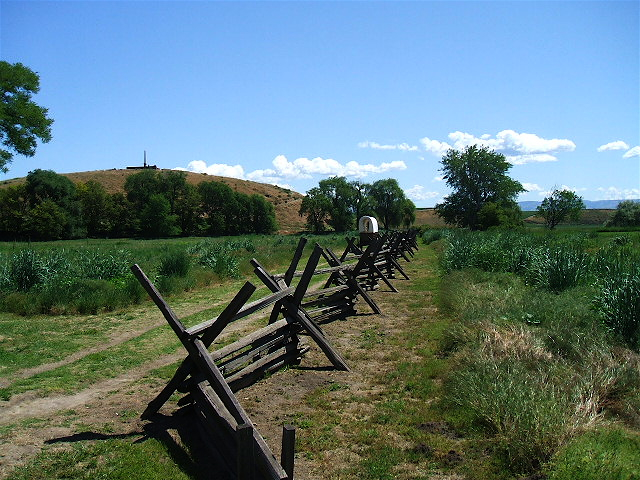
O Oregon Trail no lado oriental da fronteira entre Oregon e Washington